# Oy-Mittelberg
Oy-Mittelberg är en kommun i Landkreis Oberallgäu i Regierungsbezirk Schwaben i förbundslandet Bayern i Tyskland. Kommunen bytte namn 1 januari 1980 från Mittelberg till Oy-Mittelberg.